# Rezerwat przyrody Chojnów
Rezerwat przyrody Chojnów – leśny rezerwat przyrody położony w gminie Piaseczno w województwie mazowieckim, około 600 m na wschód od drogi krajowej 79 Piaseczno – Góra Kalwaria. Utworzony w 1979 roku. Leży w obrębie Chojnowskiego Parku Krajobrazowego.
Powierzchnia: 11,84 ha
Stworzony w celu ochrony leśnych zbiorowisk grądowych, głównie grądu wysokiego z naturalnym drzewostanem dębowo-grabowym osiągającym wiek 150-180 lat.